# 光通量
光通量（Luminous flux），符号是Φ，标准单位是流明（lumen，简记为lm），是一種表示光功率的物理量，是表示光源整体亮度的指标。指每單位時間內由光源所發出或由被照體所吸收的光能，可以由发光强度（Iv）对立体角的积分计算得到。
光通量体现的是人眼感受到的功率。对大量具有正常视力的观察者所做的实验表明，在较明亮环境中人的视觉对波长为555.0nm左右的绿色光最敏感，这种人眼对各波长光谱敏感程度不同的性质可以由视见函数V(λ)表示。光通量就是用来表示辐射功率经过人眼的视见函数影响后的光谱辐射功率大小的物理量。

## 定义
发光强度为1坎德拉(cd)的各向同性的光源在1球面度(sr)的立体角内放射的光通量为1流明(lm)。1坎德拉(cd)的球狀光源所發出的總光通量為4π流明(lm)。

## 物理表达式
光通量的物理表达式为：
{\displaystyle \Phi =K\cdot \int _{0}^{\infty }{\frac {\mathrm {d} \Phi (\lambda )}{\mathrm {d} \lambda }}\cdot V(\lambda )\mathrm {d} \lambda }
式中：
K：光敏度、感光度（类比：胶卷的感光度）、人眼对于彩色的感知能力K = 683.002 lm/W。K值使光通量的单位与辐射功率的单位得到统一。
λ：波长，事实上人眼只对波长位于380nm~780nm的光有反应，习惯上我们把低于380nm的光波称为紫外线，把高于780nm的光波称为红外线，这一点也反映在了视见函数V(λ)中。
V(λ)：称为人眼相对光谱敏感度曲线，亦作视见函数曲线，是总结众多针对人眼的测试经验而得到的，它描述人眼对不同波长的光的反应强弱

## 相关单位及其换算
与光通量不同，辐射通量（radiant flux）是所有電磁波发光总功率的量度，单位是瓦特（W）。光通量与辐射通量的比值称为辐射发光效率。
光通量、光强、亮度和照度的关系简单归纳如下：光通量除以单位立体角等于光强（1 lm / sr =1 cd）；光通量除以单位面积等于照度（1 lm/m2=1 lx），光强除以单位面积等于亮度（1 cd/m2）。